# Бурдово (Пермский край)
Бурдово — деревня в составе Карагайского района в Пермском крае.

## Географическое положение
Деревня расположена в восточной части района на расстоянии примерно 11 километра на север по прямой от села Рождественск.

## Климат
Климат умеренно-континентальный с продолжительной снежной зимой и коротким, умеренно-теплым летом. Средняя температура июля составляет +17,6 0С, января −15,7 0С. Безморозный период длится 100—130 дней. Период с температурой воздуха выше 10 0С составляет 115 дней. Среднее годовое количество осадков составляет 430—450 мм. Устойчивый снежный покров ложится в среднем с 10 октября до 5 ноября, реже 22 ноября. Наибольшая за зиму высота снежного покрова в отдельные годы может существенно разниться, при средних значениях (к 20 марта) 50 см в малоснежные и 75-80 см в многоснежные зимы.

## История
Деревня известна с 1869 года как починок Бурдов (Левина). Деревня до 2021 года входит в состав Рождественского сельского поселения Карагайского района. Предполагается, что после упразднения обоих муниципальных образований войдет в состав Карагайского муниципального округа.

## Население
Постоянное население составляло 19 человек в 2002 году (84 % русские), 0 человек в 2010 году.